# Приказка за цар Салтан (опера)
„Приказка за цар Салтан“ (на руски: Сказка о царе Салтане) е опера на руския композитор Николай Римски-Корсаков, представена за пръв път на 2 ноември 1900 година в Москва.
Либретото на Владимир Белски е базирано на едноименната поема на Александър Пушкин, като първоначално Римски-Корсаков се опитва да завърши операта за стогодишния юбилей на Пушкин през 1899 година. В центъра на сюжета е историята на царица, захвърлена с новородения си син в морето от нейните ревниви сестри.